# Günther Ziehl
Günther Ziehl (*5 de septiembre de 1913; †20 de julio de 2002) fue un ingeniero y empresario alemán. Su padre, Emil Ziehl, fundó la firma ZIEHL-ABEGG, la cual fue heredada y reconstruida por Günther Ziehl.	

## Infancia
Günther Ziehl nació el 5 de septiembre de 1913 en Berlín-Weißensee. La compañía de su padre tenía para entonces tres años en funcionamiento. Emil Ziehl acostumbraba llevar a su hijo a la fábrica, y fue así que surgió el interés de Günther Ziehl por la tecnología y electrónica.

## Comienzo en ZIEHL-ABEGG
Tras finalizar satisfactoriamente el Abitur Alemán en 1934, Günther Ziehl comenzó sus estudios de Ingeniería en la Universidad Técnica de Berlín-Charlottenburg.
En 1939, Emil Ziehl cayó gravemente enfermo y le otorgó a Günther Ziehl poderes de representación de la compañía. Günther Ziehl se encontraba en plena preparación para los exámenes finales cuando su padre falleció. La voluntad de Emil Ziehl extendía explícitamente los plenos poderes a Günther Ziehl tras su muerte. A la edad de 25 años Günther Ziehl se convirtió en dueño y líder de ZIEHL-ABEGG, y el joven estudiante asumió la responsabilidad de más de 1000 puestos de trabajo.
Pocas semanas tras el funeral de su padre, Günther Ziehl tomó sus exámenes finales y se graduó como ingeniero. Una vez superado este reto, concentró su tiempo y energía en el negocio familiar e impulsó el desarrollo de Ziehl-Abegg. La producción en Berlín creció de tal manera, que para inicios de la década de 1940, la mayoría de los motores para elevación eran suplidos por Ziehl-Abegg.

## Final de la Guerra y Reinicio de la Empresa
La planta de producción en Berlín no sufrió daños considerables durante la Segunda Guerra Mundial. La Administración Militar Soviética en Alemania expropió la compañía al final de la Guerra  y demandó que Günther Ziehl desmonte las instalaciones y las cargue en vagones de tren. Todo sería deportado a Rusia. El mismo Günther Ziehl estaba en peligro de tener que acompañar la carga y reiniciar la producción allí. Günther Ziehl no vio otra posibilidad más que huir en secreto con su familia.
La compañía fue demontada y la villa en Berlín confiscada. Para poder alimentar a su familia, Günther Ziehl empezó a trabajar como obrero en Füssen, al sur de Alemania. Durante las noches hablaba con los granjeros locales para convencerlos de reparar sus artefactos electrónicos, aceptando alimentos como pago. Gracias a su manera abierta y su habilidad con la electrónica, su clientela creció rápidamente. En 1947, Günther Ziehl registró oficialmente un negocio de electrónicos.
La fiabilidad y reputación de ZIEHL-ABEGG como fabricante y proveedor de motores todavía era recordada por muchos de sus clientes. Uno de ellos, Stahl Aufzugstechnik, buscó renovar el contacto con la familia Ziehl. La compañía suaba había sido reubicada de Stuttgart a Künzelsau, para así poder protegerla de los bombardeos aliados. Una vez terminada la Guerra, empezaron a buscar de nuevo al confiable experto en electromotores.
El hecho que Günther Ziehl fuese el único administrador y directivo de ZIEHL-ABEGG hasta el final de la guerra hizo el reinicio de la compañía mucho más fácil y rápido. El nombre y las patentes podían ser reutilizados sin mayor problema. A esto se le añadió el hecho que Günther Ziehl llevó consigo muchos diseños y documentos cuando huyó. Esto probó ser una idea muy útil. 
A partir de 1949 en adelante, ZIEHL-ABEGG en Künzelsau creció para convertirse otra vez en una respetable compañía y confiable proveedor. Heinz Ziehl fue traído a la compañía tras haber estado como prisionero de Guerra y, junto a su hermano Günther, dirigió también la compañía.

## Compromiso Social
En Künzelsau, Günther Ziehl advocó por las necesidades y problemas de personas de mayor edad. Fue uno de los promotores detrás de la “Casa del Encuentro”, un lugar de reunión para ancianos. Para este fin donó un edificio de su propiedad. También organizaba visitas anuales a las residencias para ancianos del distrito, a las cuales llevaba pequeños regalos, acompañado de la Reina del Vino de Hohenlohe. La “Casa del Encuentro” fue reconocida a nivel nacional, al ser la primera institución de este tipo.
El compromiso social de Günther Ziehl no se restringió a Künzelsau, ya que estuvo activo en muchas organizaciones para ancianos en todo el país. Por su dedicación recibió la Cruz Federal al Mérito.
El 20 de julio de 2002, Günther Ziehl falleció en su hogar en Künzelsau.

## Otros reconocimientos
Desde el verano del 2014, la nueva planta para la división de accionamientos así como la planta ya ubicada en el Parque Industrial de Hohenlohe se encuentran en la calle Günther Ziehl. 
Con la designación de esta calle, la ciudad y el concejo municipal han reconocido la vida y obra de Günther Ziehl a nivel intercomunal.